# Hermann Kayser
Hermann Kayser, nemški general in vojaški zdravnik, * 19. marec 1895, † 5. december 1948.